# Великая Бузовая
Великая Бузо́вая (укр. Велика Бузова) — село,
Великобузовский сельский совет,
Шишацкий район,
Полтавская область,
Украина.
Код КОАТУУ — 5325780501. Население по переписи 2001 года составляло 508 человек.
Является административным центром Великобузовского сельского совета, в который, кроме того, входят сёла
Демьянки,
Зелёное,
Малая Бузовая,
Науменки,
Низовая Яковенщина,
Тищенки,
Цевы и
Яковенщина-Горовая.

## Географическое положение
Село Великая Бузовая находится в 5-и км от правого берегу реки Говтва,
примыкает к сёлам Малая Бузовая и Низовая Яковенщина.
По селу протекает пересыхающий ручей с запрудой.
Через село проходит автомобильная дорога Т-1720.

## Объекты социальной сферы
- Школа.